# XIXe congrès du Parti populaire
Le XIXe congrès du Parti populaire (en espagnol : XIX Congreso Nacional del Partido Popular) est un congrès du Parti populaire (PP) espagnol, organisé du 20 au 21 juillet 2018 à Madrid, afin d'élire le comité exécutif.
Ce congrès, convoqué un an et cinq mois après le précédent, fait suite au retrait de la vie politique de Mariano Rajoy, conséquence de la motion de censure l'ayant relevé de la présidence du gouvernement quelques semaines plus tôt. Pour la première fois, les adhérents du PP sont appelés à voter pour la présidence à travers un système à deux tours, le second étant réservé aux seuls délégués.
Soraya Sáenz de Santamaría et Pablo Casado étant arrivé en tête du vote direct, ils se présentent devant les délégués. Ces derniers élisent Pablo Casado président du Parti populaire, après que celui-ci a obtenu le ralliement de María Dolores de Cospedal, troisième du suffrage militant.

## Contexte
Le Parti populaire est condamné par l'Audience nationale à titre de personne morale le 24 mai 2018 dans le cadre du jugement de l'affaire Gürtel, remettant en cause la ligne suivie depuis neuf ans par le parti qui consistait à pointer uniquement des responsabilités individuelles. Une semaine plus tard et sur la base de cette sentence judiciaire, le secrétaire général du Parti socialiste ouvrier espagnol (PSOE) Pedro Sánchez parvient à renverser Mariano Rajoy par le vote d'une motion de censure, une première dans l'histoire post-franquiste.
Ayant quitté le palais de la Moncloa, Mariano Rajoy indique le 5 juin devant le comité exécutif national du Parti populaire sa volonté d'abandonner la direction du parti, qu'il occupe depuis 2004, ce qui oblige à la tenue d'un congrès extraordinaire. Lors de la réunion du comité directeur national du 11 juin, le président sortant du PP annonce que le XIXe congrès national — convoqué de manière extraordinaire — se réunira les 20 et 21 juillet.
Bien que présenté comme le favori, le président de la Junte de Galice Alberto Núñez Feijóo — vu depuis des années comme le successeur naturel de Rajoy — annonce dans la soirée du 18 juin qu'il ne déposera pas sa candidature.

## Modalités
Tout adhérent du Parti populaire à jour de cotisation peut se porter pré-candidat à la présidence, à condition de bénéficier de cent parrainages de militants à jour de cotisation. S'il y a au moins deux pré-candidats, la commission d'organisation ouvre une période de campagne électorale interne d'une durée maximum de vingt-et-un jours. À l'issue de celle-ci, l'ensemble des adhérents s'étant inscrits personnellement et physiquement peuvent prendre part au vote. Ils votent deux fois : pour la présidence et pour leurs délégués.
Les deux pré-candidats ayant remporté le plus grand nombre de suffrages sont proclamés candidats et l'un d'eux est élu président par les délégués au congrès. Si un pré-candidat remporte plus de 50 % des suffrages exprimés avec une avance d'au moins quinze points de pourcentage sur le deuxième, il est proclamé candidat unique à la présidence du PP.

## Calendrier
La période de présentation des parrainages est fixée entre le 18 et le 20 juin 2018. Les pré-candidats sont proclamés le 22 juin et — s'il y en a plus d'un — la campagne électorale commence le lendemain. Elle prend fin le 4 juillet et le vote se tient le jour suivant. Les militants doivent s'inscrire entre le 25 et le 29 juin. En cas de second tour, les délégués votent le 21 juillet.
| Dates                    | Processus                                 |
| ------------------------ | ----------------------------------------- |
| 18 – 20 juin 2018        | Présentation des pré-candidatures         |
| 23 juin – 4 juillet 2018 | Campagne des différents candidats retenus |
| 5 juillet 2018           | Élection du président et des délégués     |
| 20 – 21 juillet 2018     | Réunion du congrès                        |

### Inscrits
Le 26 juin, la commission d'organisation annonce que 66 384 militants se sont physiquement enregistrés pour pouvoir voter, ce qui représente 7,6 % des 869 535 adhérents officiellement revendiqués. Relativement à leur nombre de membres, les fédérations les plus mobilisées sont celles de La Rioja, Navarre et Melilla, tandis que celles ayant le plus faible taux d'engagement sont la Catalogne, les îles Canaries et la Galice. Ce chiffre est le plus faible des derniers scrutins au sein des partis politiques espagnols : en 2017, l'assemblée générale de Podemos avait mobilisé 155 190 personnes, tandis que 149 951 adhérents avaient pris part aux primaires du PSOE,.
Ce très faible taux d'inscription suscite une polémique entre les différents candidats et interroge la répartition des délégués par fédération régionale. Celui-ci se faisant sur la base du nombre d'adhérents officiellement inscrits, certains territoires se trouvent surreprésentés ou sous-représentés. Si la distribution était fonction des adhérents enregistrés, la Galice compterait 94 délégués de trop et la Communauté valencienne 67, tandis qu'il en manquerait 73 à la Castille-et-León et 69 à la Communauté de Madrid, sur les 1 718 attribués à la proportionnelle des militants.

## Comité d'organisation

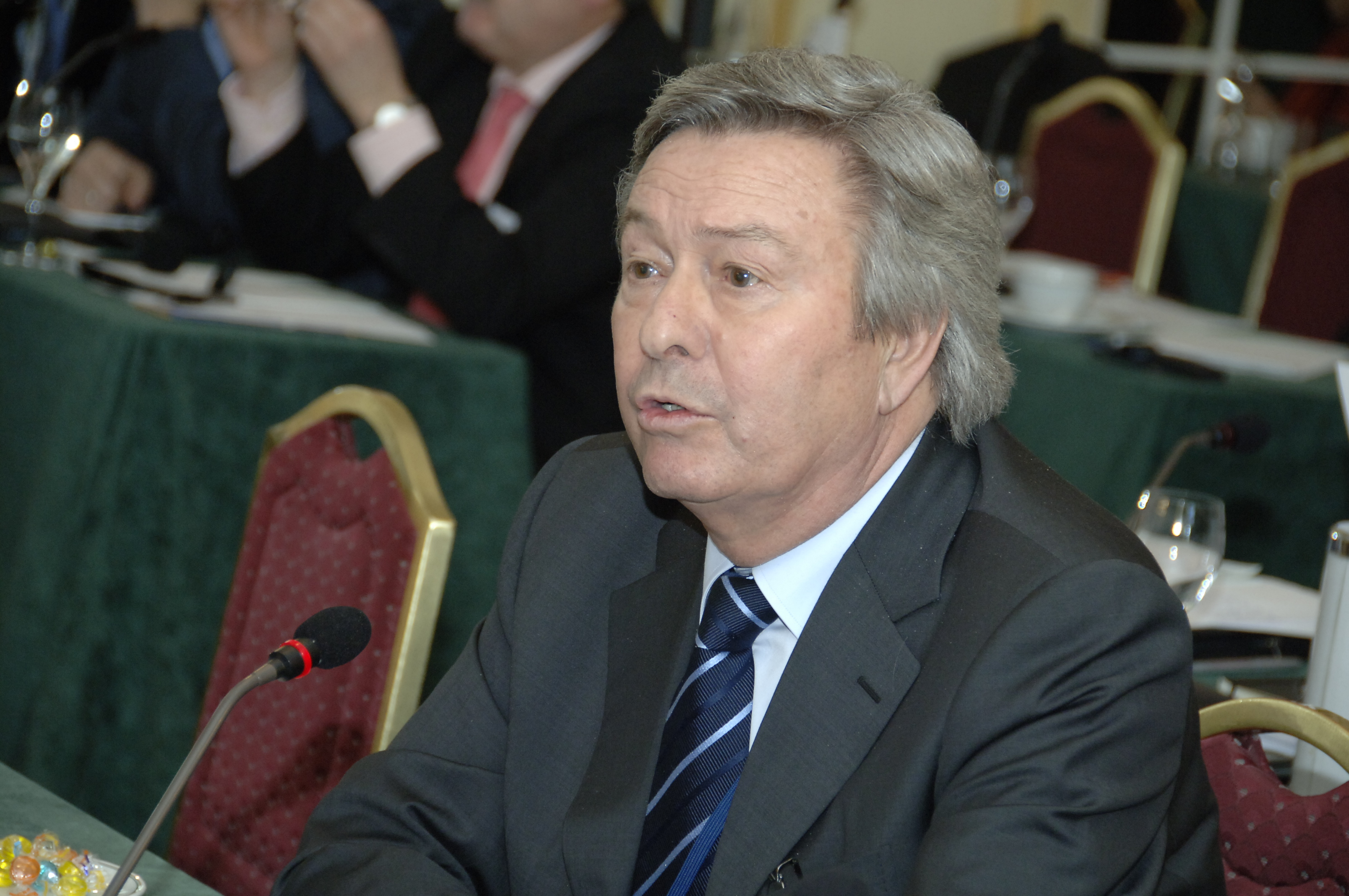
Luis de Grandes.

Au cours de sa réunion du 11 juin, le comité directeur national approuve la composition de la commission d'organisation du congrès (en espagnol : Comisión Organizadora del XIX Congreso Nacional del PP). La présidence revient au député européen Luis de Grandes, ancien porte-parole parlementaire. Les trois postes de vice-président sont confiés à Alfonso Fernández Mañueco, Vicente Tirado et Juan Carlos Vera.
Alors que les proches de Soraya Sáenz de Santamaría cherchent à présenter Grandes comme un soutien de la première heure de Rajoy, celui-ci est en réalité un inconditionnel de María Dolores de Cospedal, ainsi qu'une majorité des membres de la commission d'organisation. Le choix de Luis de Grandes est également issu des manœuvres de l'ancien ministre des Affaires étrangères José Manuel García-Margallo, opposant de premier ordre à Santamaría.

## Candidats à la présidence
| Candidat  | Candidat  | Candidat                             | Fonction politique récente                                                                                        | Logo      | Annonce      |
| Proclamés | Proclamés | Proclamés                            | Proclamés | Proclamés | Proclamés    |
| --------- | --------- | ------------------------------------ | --- | --------- | ------------ |
|           |           | José Ramón García Hernández (46 ans) | Député aux Cortes Generales (depuis 2014) Secrétaire aux Relations internationales (depuis 2012)                  |           | 16 juin 2018 |
|           |           | José Manuel García-Margallo (73 ans) | Député aux Cortes Generales (depuis 2015) Ministre des Affaires étrangères (2011-2015)                            |           | 18 juin 2018 |
|           |           | Pablo Casado (37 ans)                | Député aux Cortes Generales (depuis 2011) Vice-secrétaire général (depuis 2015)                                   |           | 18 juin 2018 |
|           |           | Soraya Sáenz de Santamaría (47 ans)  | Députée aux Cortes Generales (depuis 2004) Vice-présidente du gouvernement, ministre de la Présidence (2011-2018) |           | 19 juin 2018 |
|           |           | María Dolores de Cospedal (52 ans)   | Députée aux Cortes Generales (depuis 2015) Ministre de la Défense (2016-2018)                                     |           | 19 juin 2018 |
|           |           | Elio Cabanes (43 ans)                | Conseiller municipal de La Font de la Figuera (depuis 2011)                                                       |           | 20 juin 2018 |
| Rejeté    |           |                                      | |           |              |
|           |           | José Luis Bayo (40 ans)              | Président des NNGG de la Communauté valencienne (2000-2008)                                                       |           | 18 juin 2018 |

Le 22 juin 2018, Luis de Grandes annonce lors d'une conférence de presse la proclamation de six candidatures. Il s'agit de celles de Pablo Casado, Elio Cabanes, María Dolores de Cospedal, José Ramón García Hernández, José Manuel García-Margallo et Soraya Sáenz de Santamaría. En revanche, la candidature de José Luis Bayo n'est pas validée et un délai supplémentaire de 24 heures lui est octroyé afin que celui-ci puisse faire parvenir la centaine de parrainages requis. María Dolores de Cospedal et Pablo Casado présentent alors leur démission de la direction du PP.
Le président de la commission d'organisation du congrès annonce également la mise à disposition des moyens du parti afin que l'ensemble des pré-candidats puissent bénéficier d'une égalité des chances ainsi que l'obligation pour les dirigeants locaux de mettre les différents sièges du parti à disposition de ceux-ci. Bien que l'idée d'un débat public télévisé ait été envisagée et explicitement demandée par les « petits candidats », la commission d'organisation juge l'idée trop complexe à mettre en place au vu du caractère exceptionnel du scrutin.
Le 25 juin, la commission d’organisation rejette définitivement la candidature de José Luis Bayo. Critiquant un congrès vicié « dès le début », Bayo annonce l'introduction d'une action en justice si le parti n'enquête pas sur les obstacles posés sur sa candidature par le Parti populaire de la Communauté valencienne (PPCV).

## Résultats
Lors du vote direct des adhérents le 5 juillet, la favorite des votants déclarés du PP Soraya Sáenz de Santamaría arrive en tête, tandis que María Dolores de Cospedal perd toute possibilité de présider le parti en arrivant troisième derrière Pablo Casado. En raison de l'absence de vainqueur lors de ce scrutin, Sáenz de Santamaría et Casado doivent être départagés par les délégués au congrès, ce qui rend le soutien de Cospedal déterminant,.
Ayant reçu le soutien de María Dolores de Cospedal quelques jours avant la tenue du congrès, Pablo Casado est élu président du PP le 21 juillet : sa liste pour le comité exécutif national reçoit le soutien de 57,29 % des délégués ayant pris part au vote, alors que sa liste pour le comité directeur national obtient 56,91 %.

### Élection du comité exécutif national
| Candidat        | Candidat                    | Militants | Militants | Délégués | Délégués |
| Candidat        | Candidat                    | Voix      | %         | Voix     | %        |
| --------------- | --------------------------- | --------- | --------- | -------- | -------- |
|                 | Soraya Sáenz de Santamaría  | 21 512    | 36,95     | 1 250    | 42,10    |
|                 | Pablo Casado                | 19 954    | 34,27     | 1 701    | 57,29    |
|                 | María Dolores de Cospedal   | 15 092    | 25,92     |          |          |
|                 | José Manuel García-Margallo | 688       | 1,18      |          |          |
|                 | José Ramón García Hernández | 671       | 1,15      |          |          |
|                 | Elio Cabanes                | 185       | 0,32      |          |          |
|                 | Votes blancs                |           |           | 18       | 0,61     |
|                 |                             |           |           |          |          |
| Votes valides   | Votes valides               | 58 185    | 99,66     | 2 969    | 99,87    |
| Votes blancs    | Votes blancs                | 119       | 0,20      |          |          |
| Votes invalides | Votes invalides             | 83        | 0,14      | 4        | 0,13     |
| Total           | Total                       | 58 387    | 100       | 2 973    | 100      |

### Élection du comité directeur national
|                 | Pablo Casado               | 1 689 | 56,91 |  |  |
|                 | Soraya Sáenz de Santamaría | 1 251 | 42,15 |  |  |
|                 | Votes blancs               | 28    | 0,94  |  |  |
|                 |                            |       |       |  |  |
| Votes valides   | Votes valides              | 2 968 | 99,90 |  |  |
| Votes invalides | Votes invalides            | 3     | 0,10  |  |  |
| Total           | Total                      | 2 971 | 1000  |  |  |

### Composition du comité exécutif
La victoire de Casado entraîne l'élection de sa liste de candidats au comité exécutif. La répartition des fonctions entre les différents responsables est communiquée le 26 juillet 2018.
| Comité exécutif national                                                   | Comité exécutif national            |
| -------------------------------------------------------------------------- | ----------------------------------- |
| Président                                                                  | Pablo Casado                        |
| Secrétaire général                                                         | Teodoro García Egea                 |
| Vice-secrétaire général à l'Organisation                                   | Javier Maroto                       |
| Vice-secrétaire général à la Politique des communautés autonomes et locale | Vicente Tirado (es)                 |
| Vice-secrétaire générale à la Communication                                | Marta González Vázquez              |
| Vice-secrétaire générale à l'Action sectorielle                            | Isabel García Tejerina              |
| Vice-secrétaire générale à la Politique sociale                            | Cuca Gamarra                        |
| Vice-secrétaire générale aux Études et aux Programmes                      | Andrea Levy                         |
| Secrétaire à l'Organisation                                                | Juan Carlos Vera                    |
| Secrétaire aux Élections                                                   | José Antonio Nieto                  |
| Secrétaire à la Participation                                              | José Luis Martínez-Almeida          |
| Secrétaire à la Transparence                                               | César Sánchez (es)                  |
| Secrétaire à la Politique territoriale                                     | Diego Calvo (es)                    |
| Secrétaire à la Politique des communautés autonomes                        | Juan José Matarí                    |
| Secrétaire à la Politique locale                                           | Antonio González Terol              |
| Secrétaire à la Politique provinciale                                      | Vicente Betoret (es)                |
| Secrétaire à la Communication                                              | Isabel Díaz Ayuso                   |
| Secrétaire aux Réseaux sociaux                                             | Juan Corro                          |
| Secrétaire à la Communication interne                                      | Marga Prohens                       |
| Secrétaire à l'Image de marque                                             | Sergio Ramos                        |
| Secrétaire à l'Économie et à l'Emploi                                      | Alberto Nadal                       |
| Secrétaire à l'Intérieur et aux Libertés                                   | Jorge Fernández Díaz                |
| Secrétaire à la Justice et aux Administrations publiques                   | Rafael Catalá                       |
| Secrétaire à l'Environnement                                               | Alberto Casero (es)                 |
| Secrétaire à la Culture et aux Sports                                      | María José García-Pelayo            |
| Secrétaire à la Révolution numérique                                       | Miguel Barrachina                   |
| Secrétaire à la Santé et au Bien-être social                               | Antonio Román (es)                  |
| Secrétaire à l'Éducation et à l'Innovation                                 | Sandra Moneo                        |
| Secrétaire à l'Égalité                                                     | Marimar Blanco                      |
| Secrétaire à l'Immigration                                                 | Sofía Acedo                         |
| Secrétaire à la Coopération                                                | Carlos Iturgaiz                     |
| Secrétaire au Monde rural et au Dépeuplement                               | Luis Venta                          |
| Secrétaire aux Études                                                      | Alejandro Fernández                 |
| Secrétaire aux Programmes                                                  | Mario Garcés (es)                   |
| Secrétaire aux Relations internationales                                   | José Ramón García Hernández         |
| Secrétaire aux Migrations                                                  | Ana Vázquez                         |
| Président du comité territorial                                            | Ana Beltrán (es)                    |
| Président du comité des maires                                             | Javier Márquez (es)                 |
| Président du comité électoral                                              | Juan Ignacio Zoido                  |
| Président du comité des droits et des garanties                            | José Ignacio Echániz                |
| Membre                                                                     | Emma Buj (es)                       |
| Membre                                                                     | Javier Campos Monrreal              |
| Membre                                                                     | Begoña Carrasco                     |
| Membre                                                                     | Concha de Santa Ana                 |
| Membre                                                                     | Reyes Fernando Hurlé                |
| Membre                                                                     | Manuel Fernández Vega               |
| Membre                                                                     | Toni Fuster                         |
| Membre                                                                     | Javier Aureliano García Molina (es) |
| Membre                                                                     | Raquel González Diez-Andino         |
| Membre                                                                     | Carmen Hernández Bento              |
| Membre                                                                     | Carlos Izquierdo Torres (es)        |
| Membre                                                                     | José Miguel Luengo Gallego (es)     |
| Membre                                                                     | Fernando Manzano (es)               |
| Membre                                                                     | María Martín Díez De Baldeón        |
| Membre                                                                     | Dolors Montserrat                   |
| Membre                                                                     | Diego Movellán                      |
| Membre                                                                     | Paco Núñez (es)                     |
| Membre                                                                     | Esperana Oña                        |
| Membre                                                                     | Juan Parejo Fernández               |
| Membre                                                                     | Rosa Romero Sánchez                 |
| Membre                                                                     | Alfonso Rueda                       |
| Membre                                                                     | Elena Samaniego Covarrubias         |
| Membre                                                                     | Antonio Silván                      |
| Membre                                                                     | Elio Cabanes                        |
| Membre                                                                     | José Manuel García-Margallo         |